# Bahnhof Milano Centrale
Die Stazione di Milano Centrale (oder kurz Milano Centrale) in Mailand ist ein Kopfbahnhof und einer der wichtigsten Bahnhöfe im europäischen Verkehrsnetz. Er wurde 1931 offiziell eingeweiht, um den alten Hauptbahnhof von 1864 zu ersetzen, der seit der Einweihung des Simplontunnels 1906 dem erhöhten Verkehrsaufkommen nicht mehr gewachsen war.

## Geschichte
König Vittorio Emanuele III. legte den Grundstein für das Bauwerk am 28. April 1906, noch bevor ein genauer Bauplan vorlag. Die eigentlichen Bauarbeiten begannen 1913.
Aufgrund der durch den Ersten Weltkrieg ausgelösten Wirtschaftskrise in Italien kamen die Bauarbeiten nur langsam voran. Das Empfangsgebäude war anfangs als einfacher Bau geplant, wurde jedoch mit der Zeit immer komplexer und monumentaler, vor allem als Benito Mussolini Premierminister wurde und das Bauwerk die Stärke des faschistischen Regimes repräsentieren sollte.
Die ersten Veränderungen betrafen den Bau neuer Bahnsteige mit einer stählernen Bahnsteighalle von 341 Meter Länge und einer Gesamtfläche von 66.500 Quadratmetern durch Alberto Fava. Die Bauarbeiten wurden 1925 wiederaufgenommen und zu Ende geführt, bis schließlich am 1. Juli 1931 der Bahnhof eingeweiht wurde.
Der Hauptbahnhof zählt zu den Grandi Stazioni Italiens und wird seit August 2005 von den Ferrovie dello Stato renoviert, welche die dreizehn Hauptbahnhöfe Italiens betreibt. 2010 benannte man den Bahnhof nach der Heiligen Franziska Xaviera Cabrini (Francesca Saverio Cabrini), er wird jedoch in der Beschilderung und im Fahrplan weiter nur als Milano Centrale bezeichnet.

## Architektur
Der Architekt der Stazione Centrale war Ulisse Stacchini, der 1912 den Architekturwettbewerb gewann. Die Planung lehnte sich an die Union Station in Washington, D.C. an.
Sein eklektizistischer Stil enthält sowohl historistische Elemente, etwa aus der römischen und klassizistischen Monumentalarchitektur, als auch solche aus Jugendstil und Art déco. Erst 1935 vollständig fertiggestellt, war er stilistisch nicht mehr aktuell, entsprach aber in seinen schweren Formen dem Geschmack der Faschisten. Andere Großbahnhöfe in Italien wurden zu dieser Zeit schon in sehr viel modernerer Gestaltung errichtet, etwa der Bahnhof Santa Maria Novella in Florenz. So wurde der Stil des Milano Centrale auch als Assiro-Milanese (assyrisch-mailändisch) verspottet. Das Empfangsgebäude hat eine Breite von 200 Metern und eine Höhe von 72 Metern.

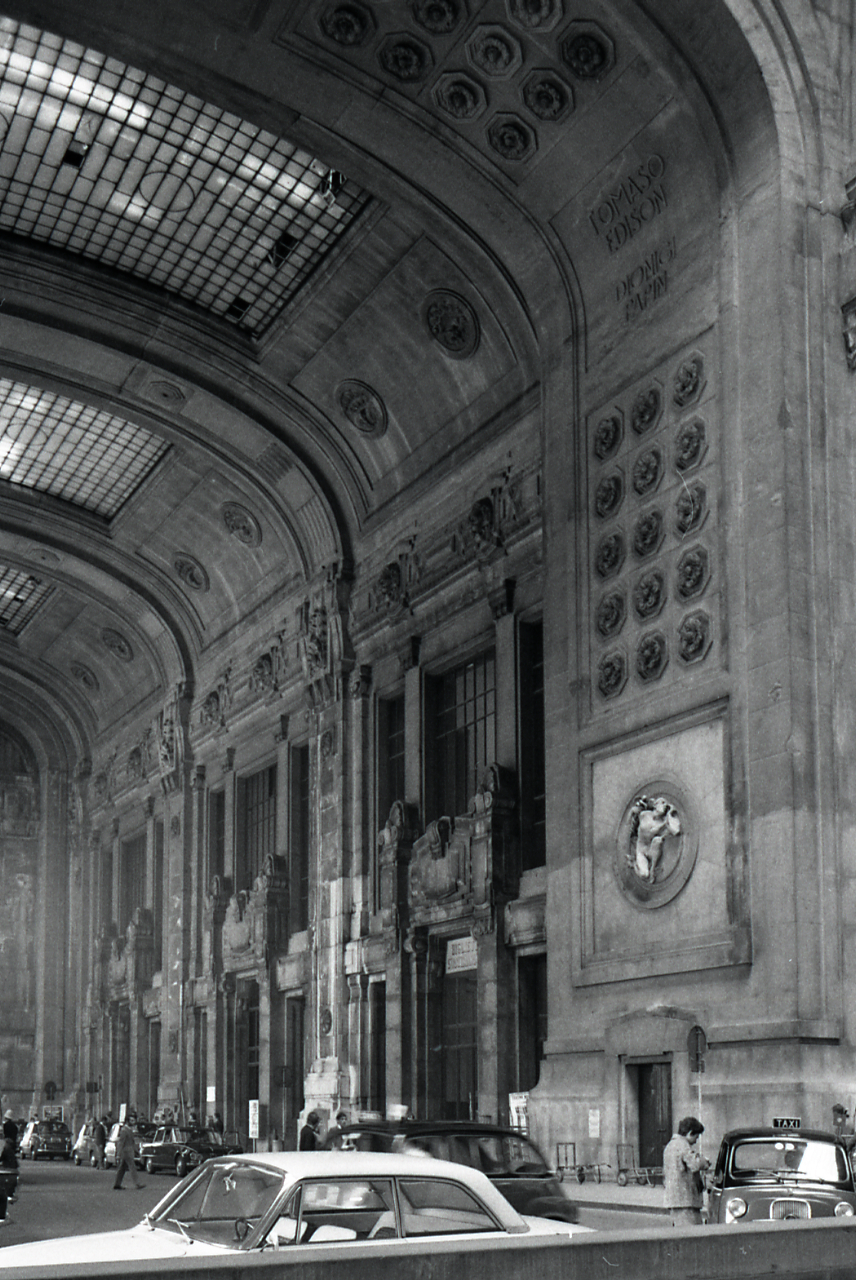
Foto von Paolo Monti, 1969
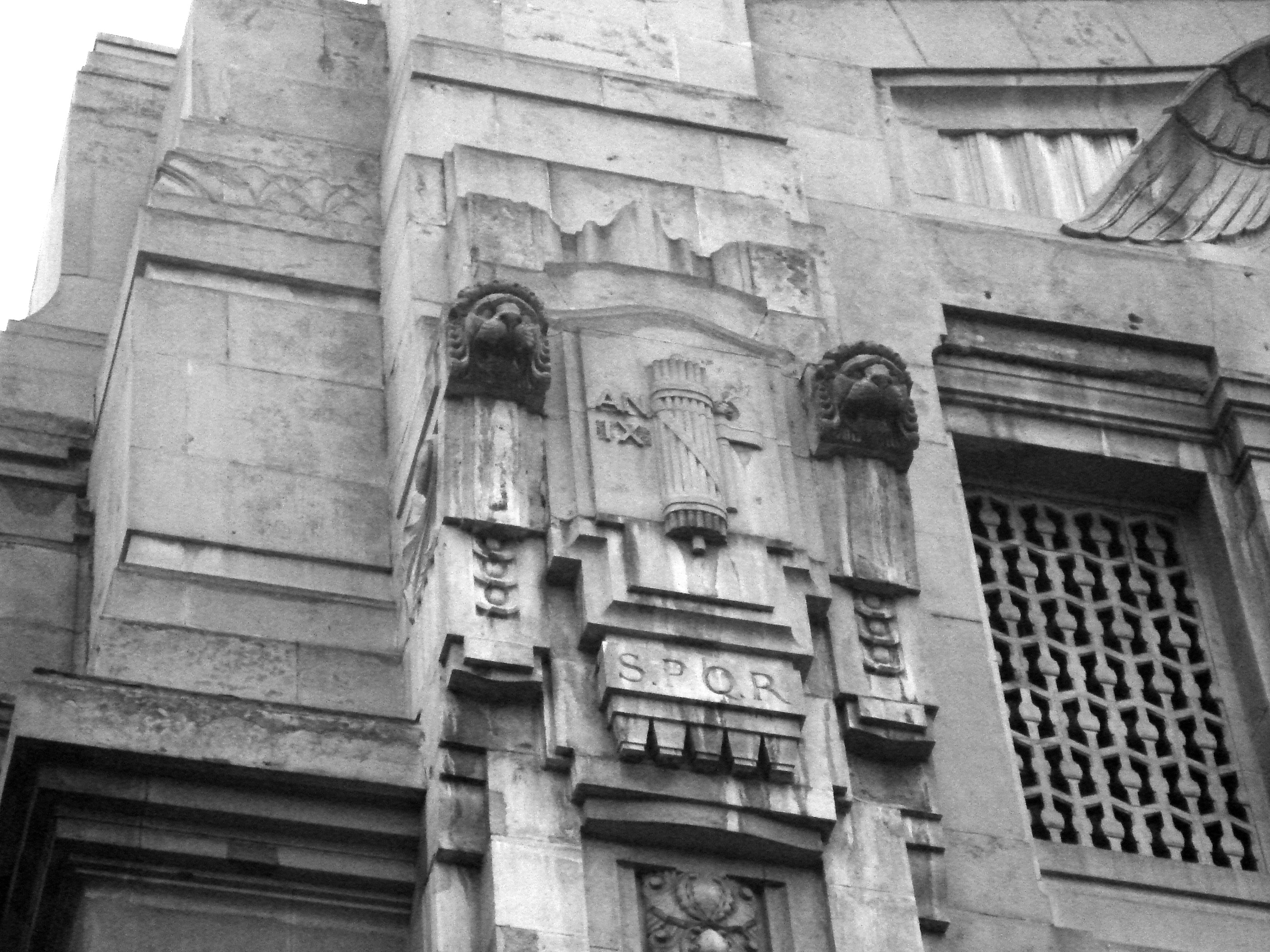
Emblem an der Fassade: das römische S.P.Q.R. und das faschistische Liktorenbündel
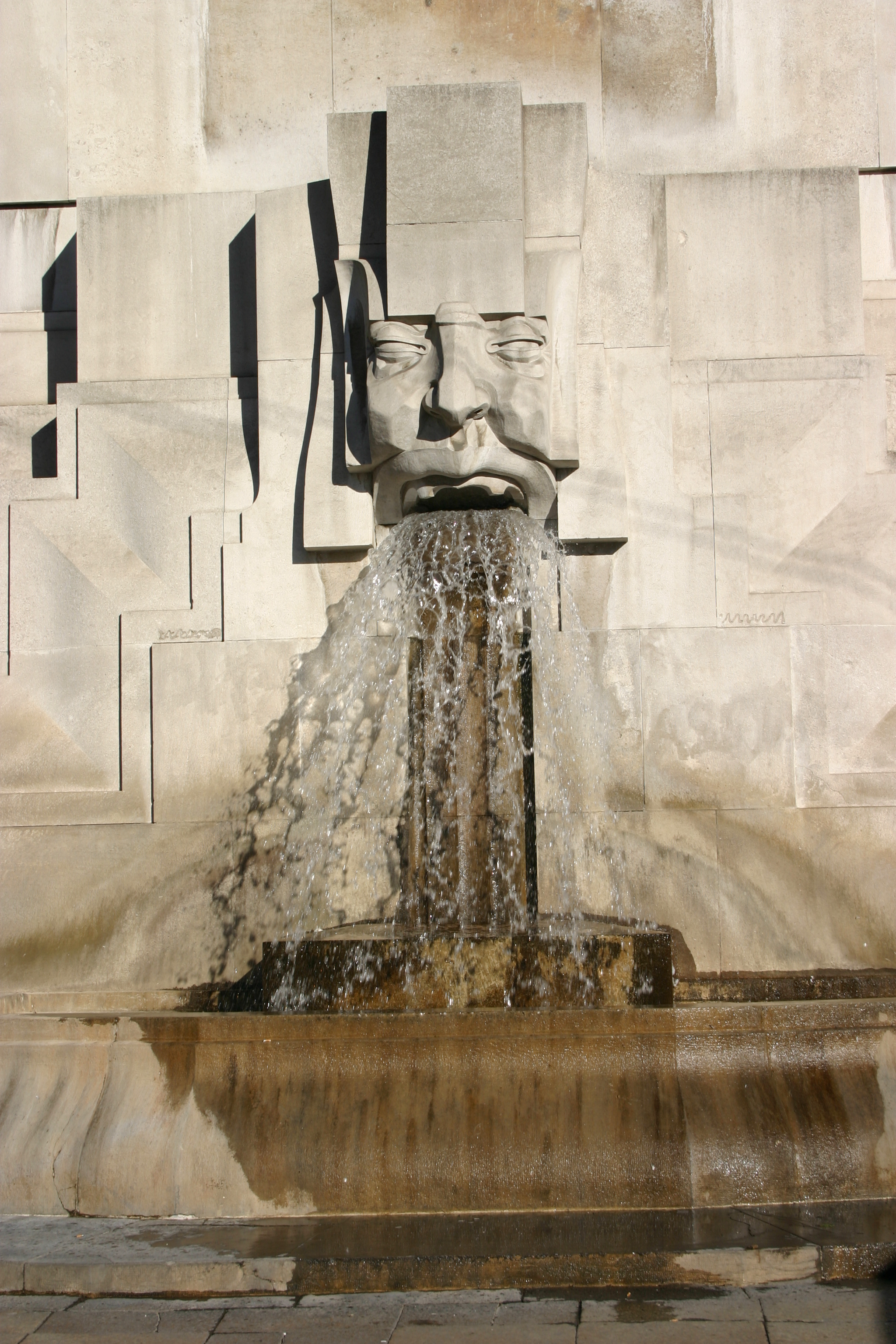
Jugendstilbrunnen an der Außenmauer
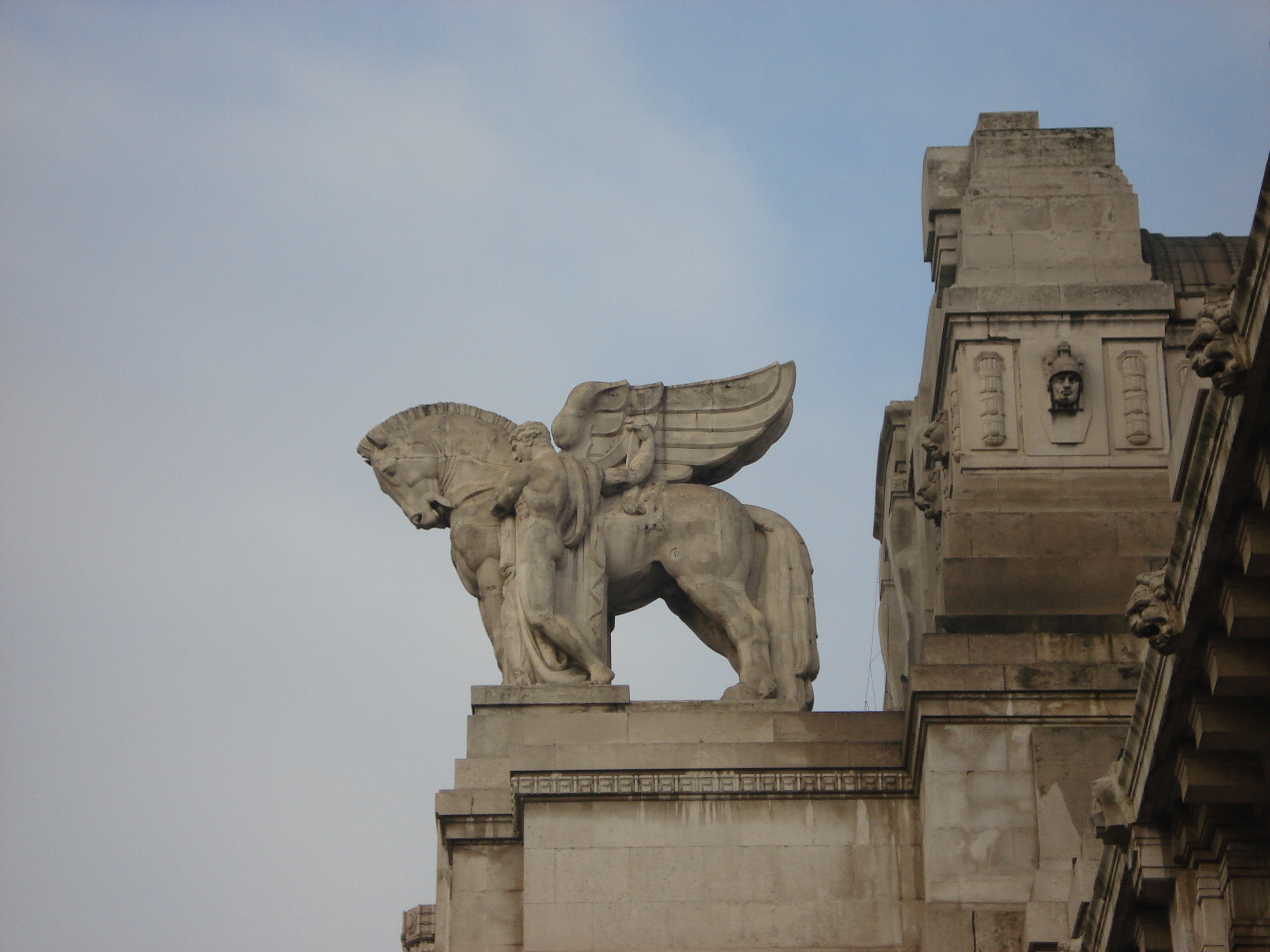
Pegasus über dem Eingang
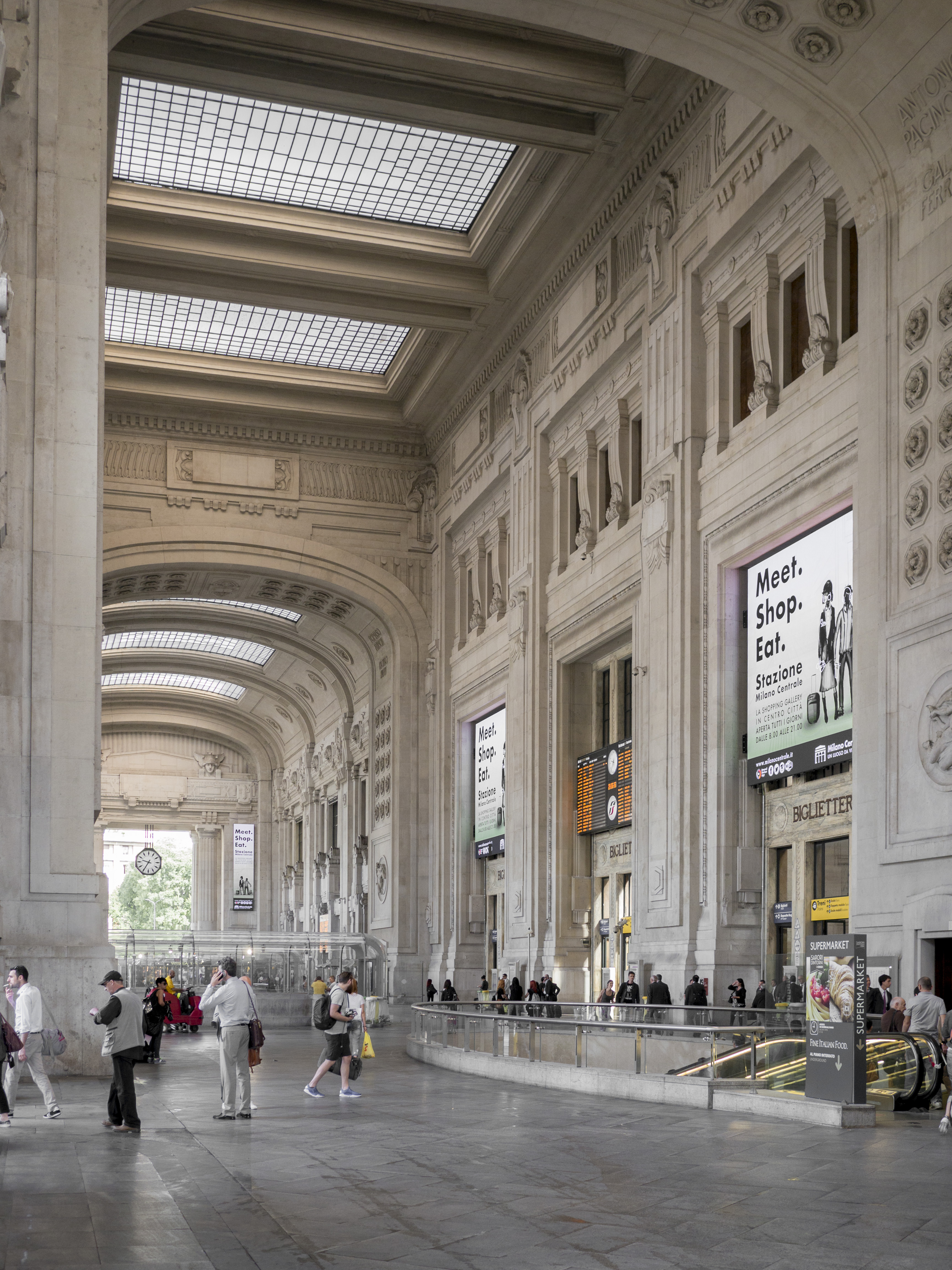
Die äußere Eingangshalle, ehemals Fahrzeugauffahrt
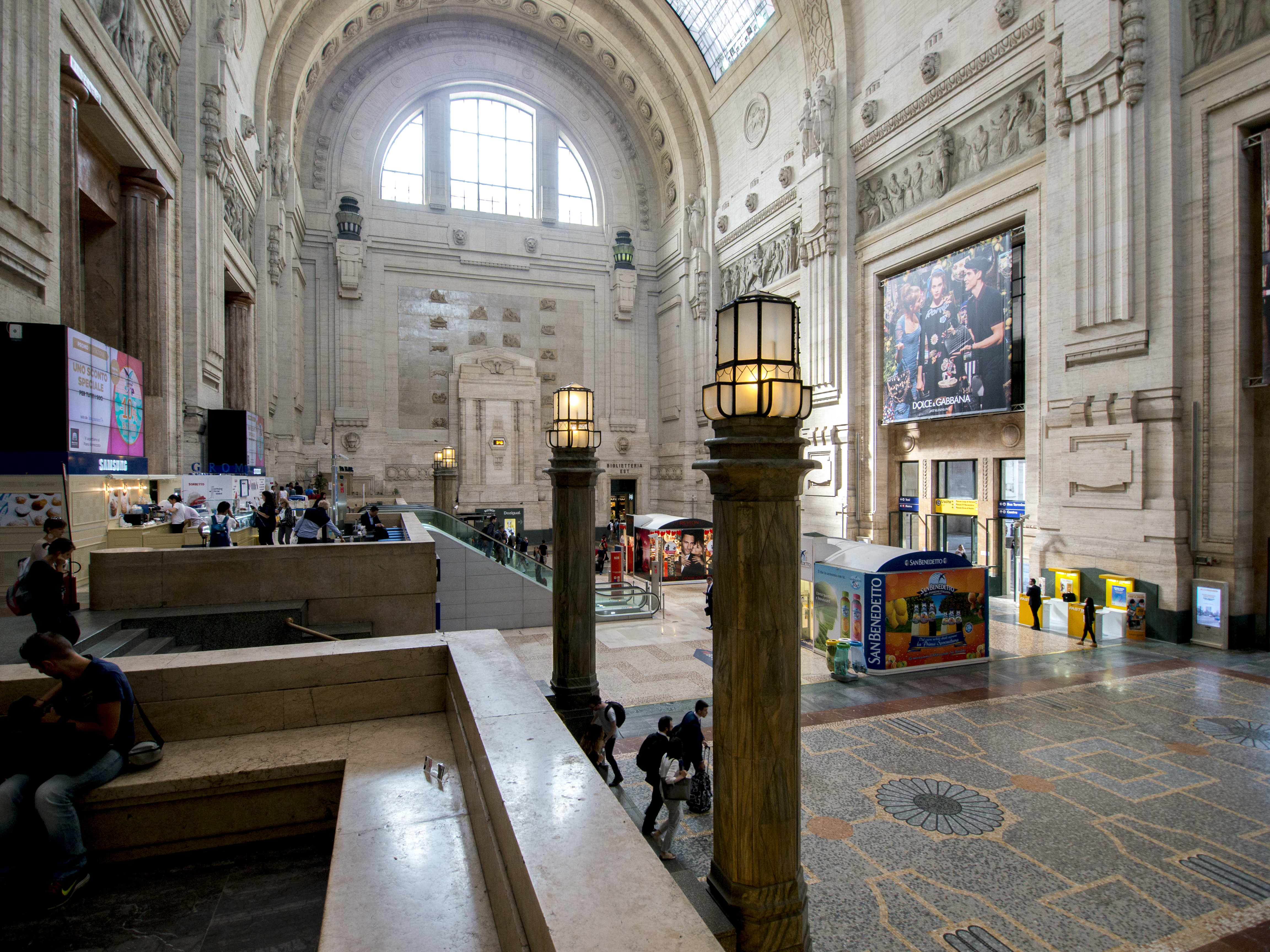
Eingangshalle mit Art-déco-Lampen
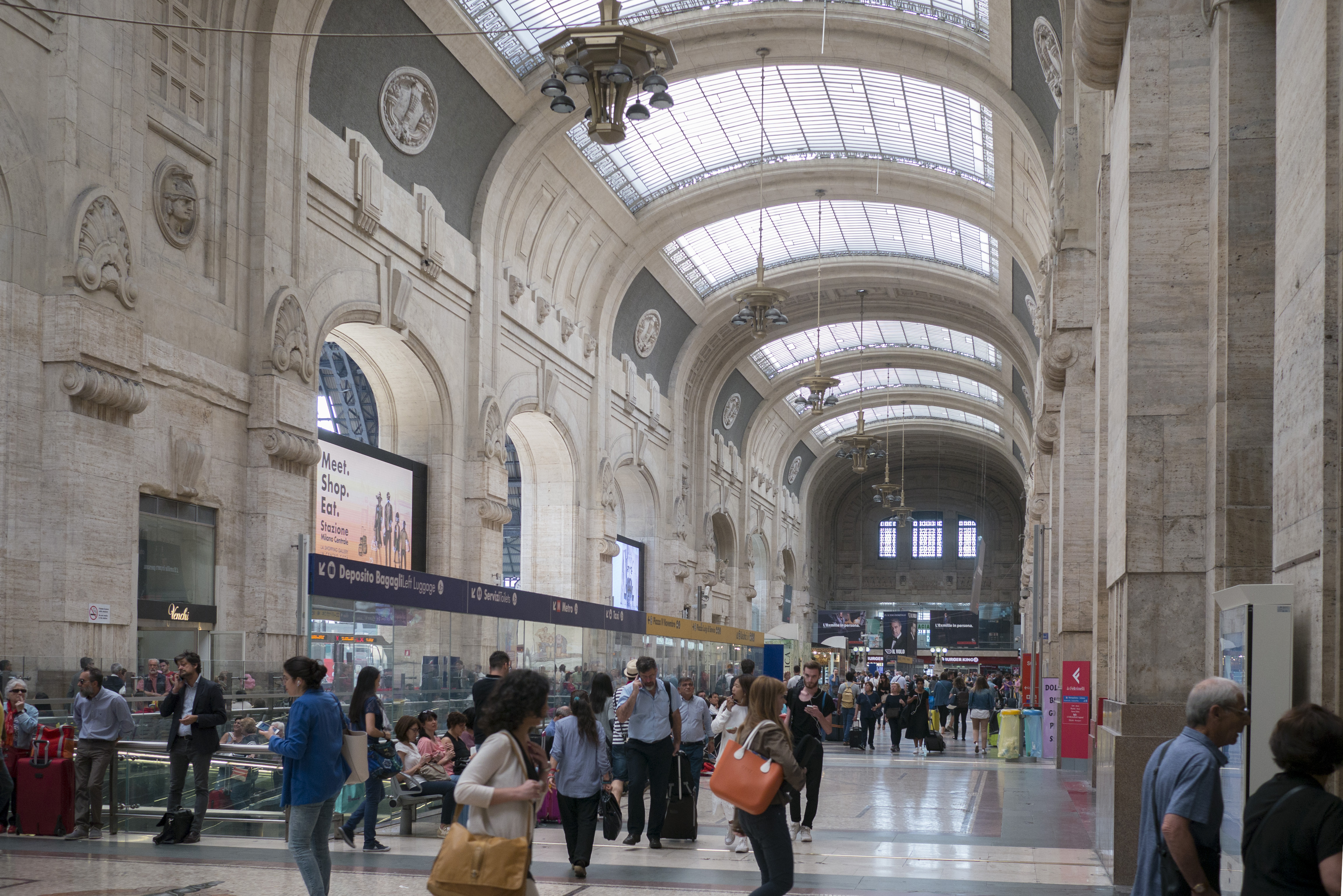
Haupthalle
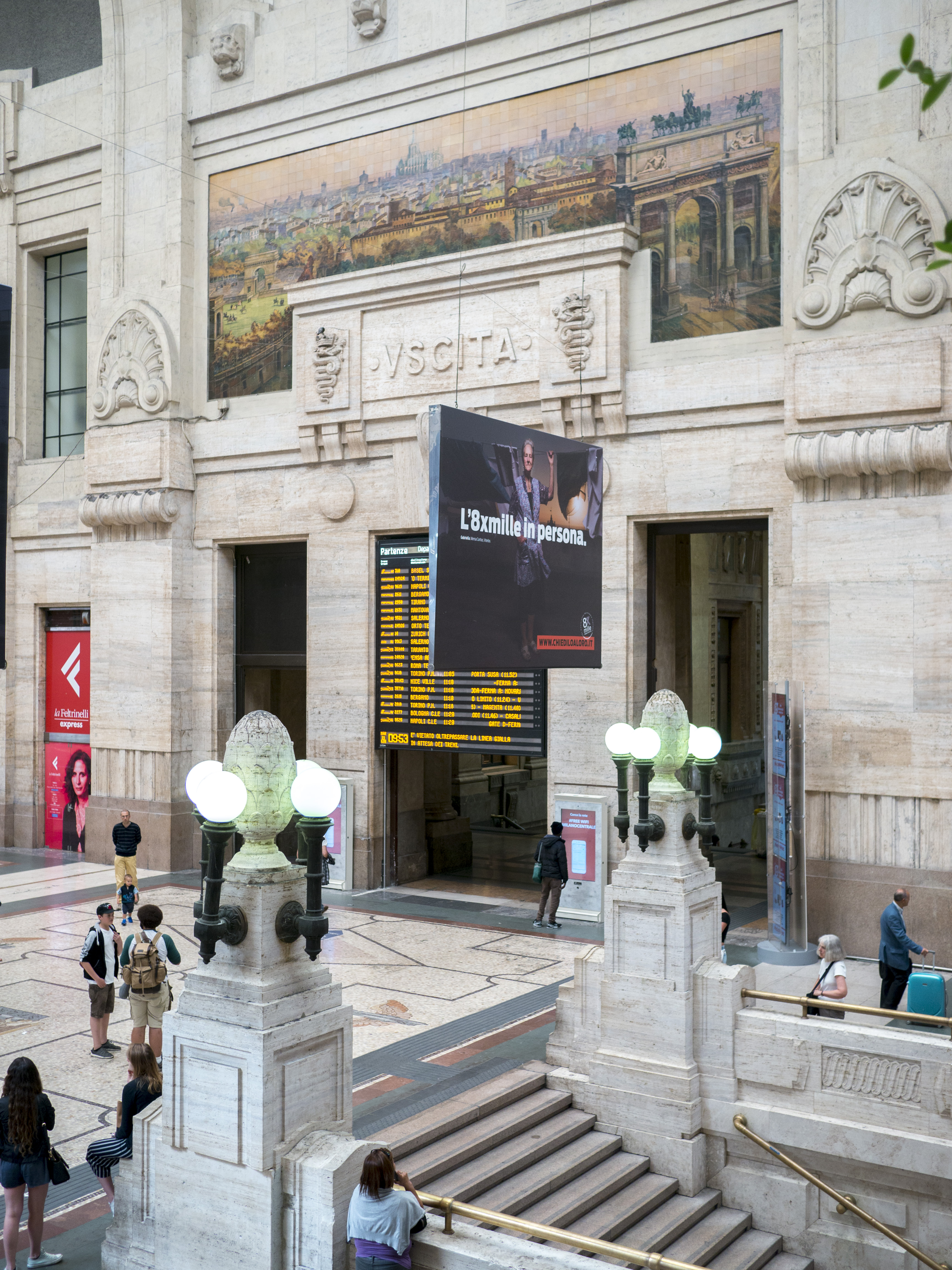
Eines von fünf Fliesentableaus mit italienischen Städten
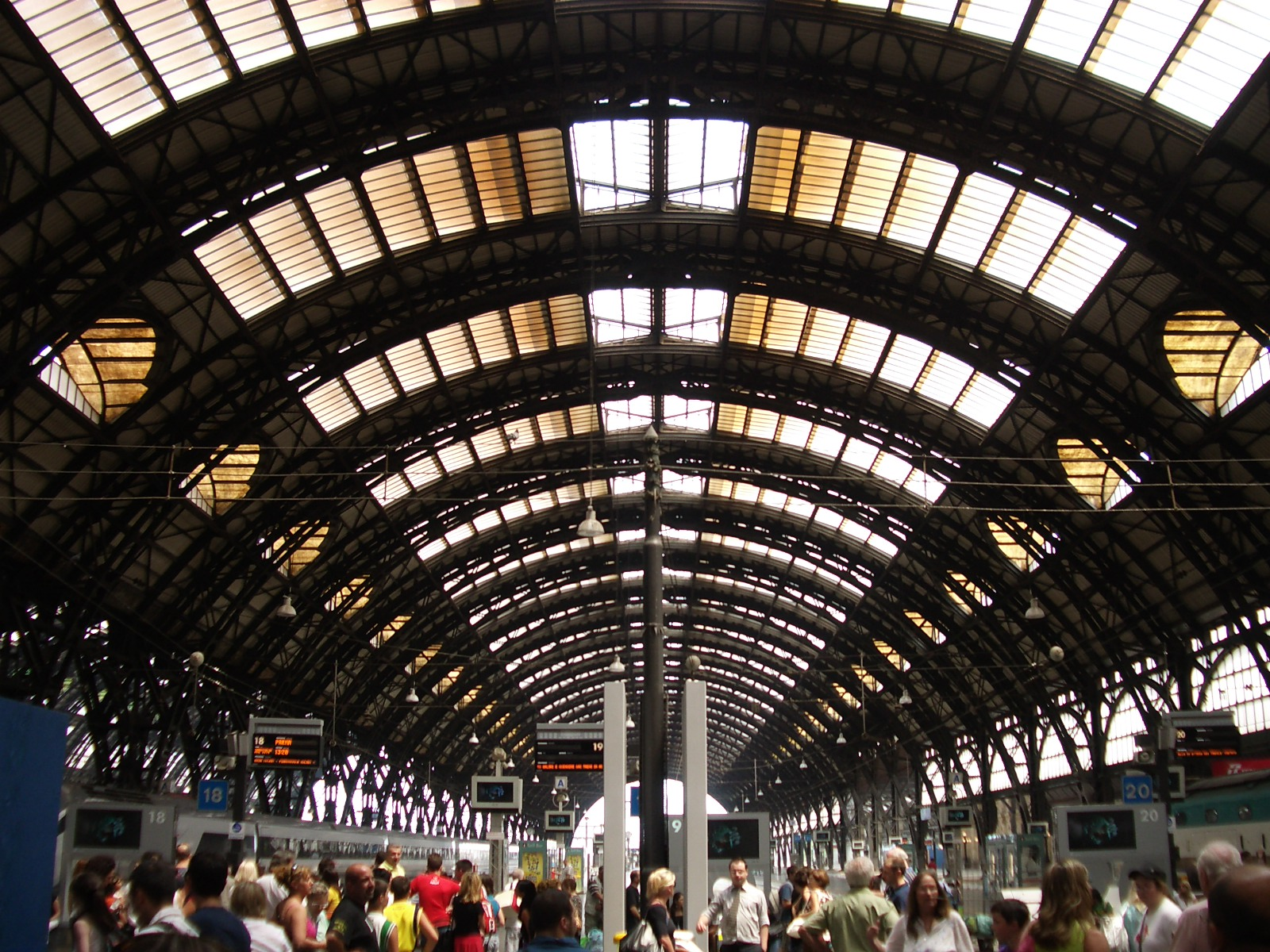
Kopfbahnhof
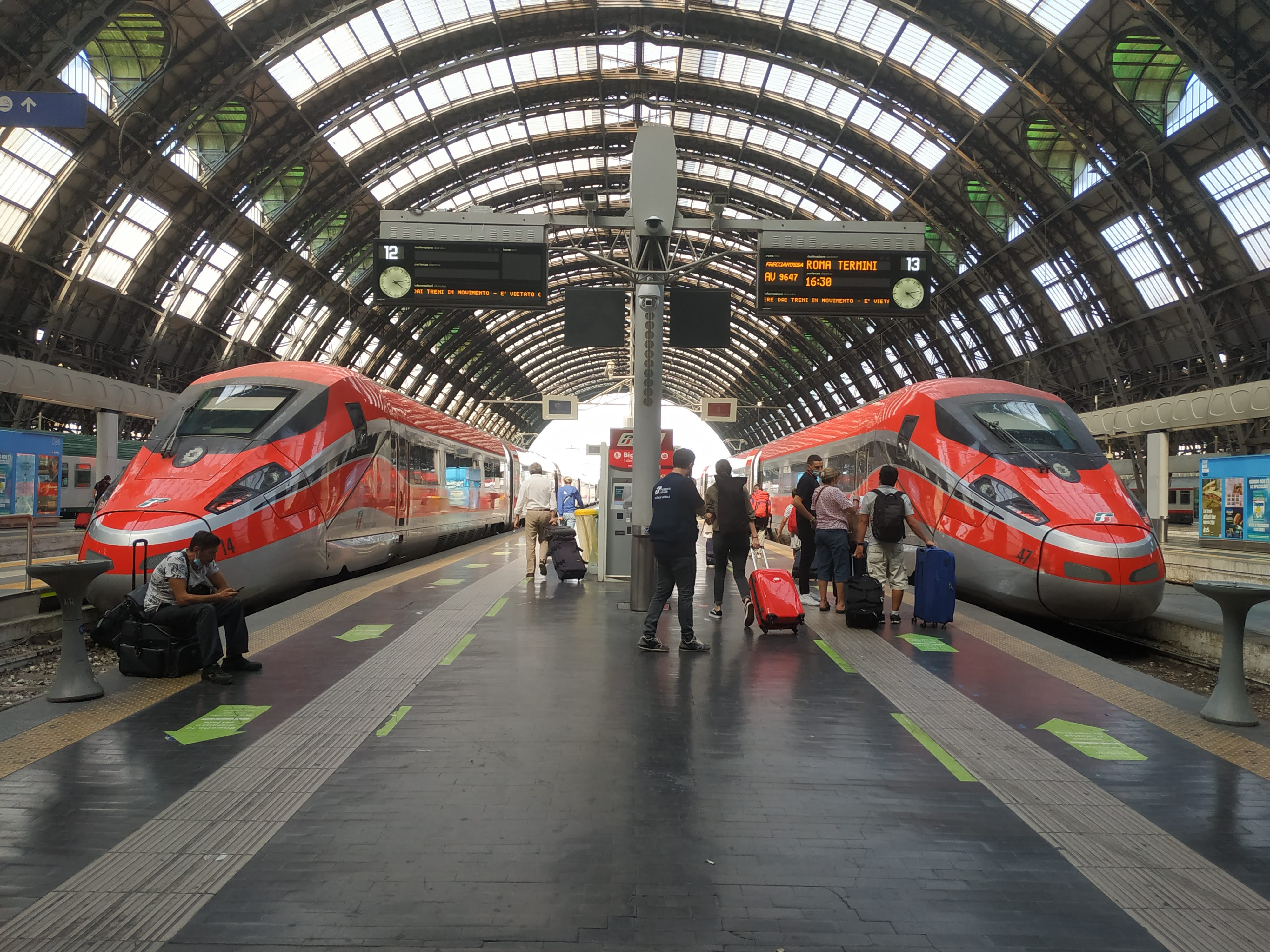
Hochgeschwindigkeitszüge
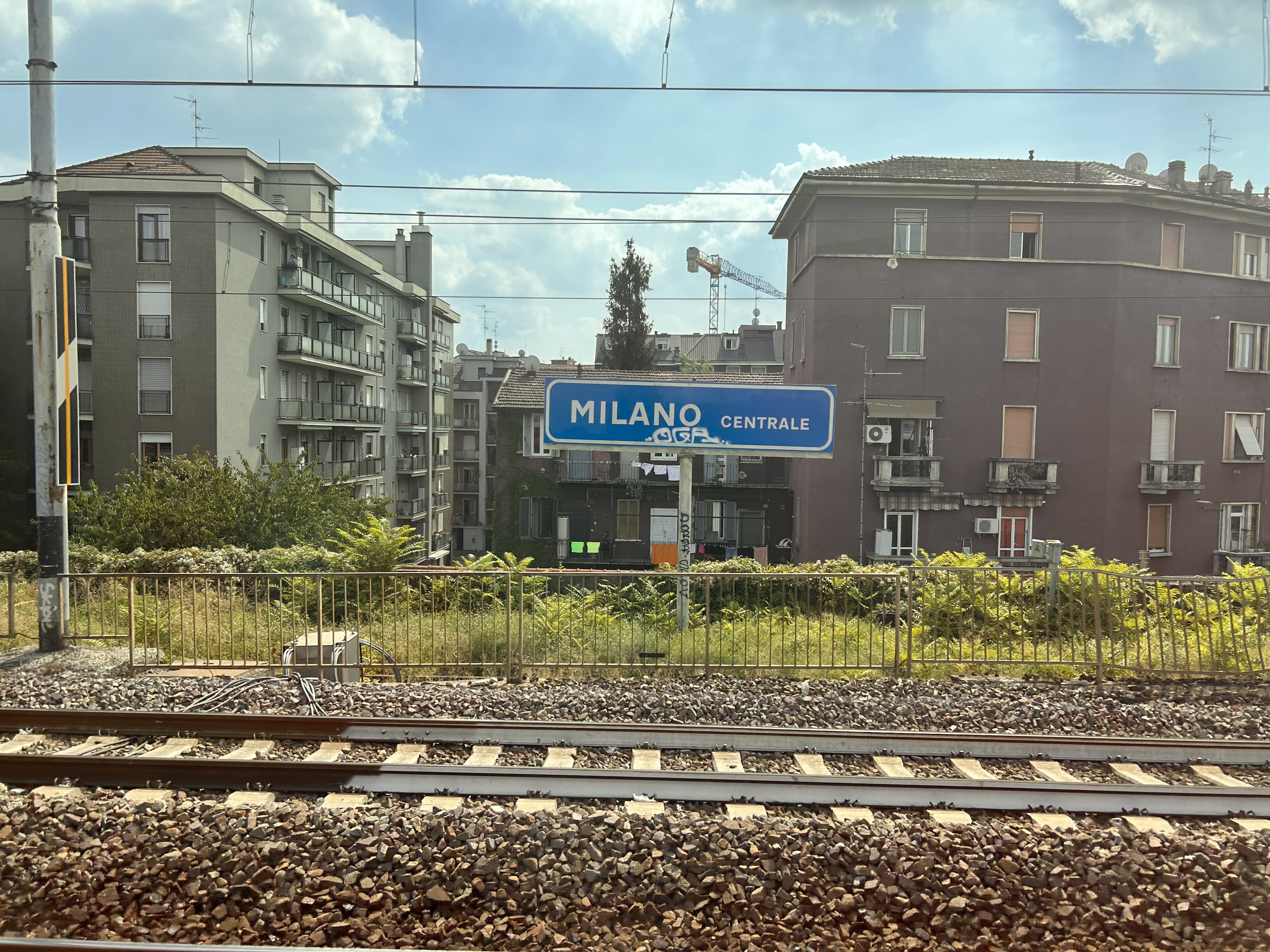
Schild bei der Einfahrt von Osten

## Kapazität
Der Kopfbahnhof hat 24 Gleise, jeden Tag nutzen ihn 320.000 Passagiere von täglich etwa 500 Zügen, im Jahr also insgesamt 120 Millionen Fahrgäste.
Der einzige Fernverkehrszug von/nach/via Mailand, der nicht den Bahnhof Centrale bedient, war die EuroStar-Verbindung Torino Porta Nuova – Mailand – Roma Termini, welche den Bahnhof Milano Porta Garibaldi anfährt. Seit 2012 wird diese Zuggattung Le Frecce genannt. Zwischen 2012 und 2018 hielten zudem keine Züge des Trenitalia-Konkurrenten Nuovo Trasporto Viaggiatori in Milano C., sie nutzten stattdessen Porta Garibaldi und Rogoredo. Seit Mai 2018 fahren diese Züge auf dem Laufweg von Turin nach Venedig sowie nach Rom über Milano Centrale.
Jedoch ist der Bahnhof nicht an die Vorortbahnen der lombardischen Hauptstadt, des Servizio ferroviario suburbano di Milano, angeschlossen.
Die Stazione Centrale stellt auch lokal einen wichtigen Knotenpunkt dar: Im gleichnamigen U-Bahnhof treffen sich die Linien 2 und 3 der Metropolitana di Milano, außerdem halten am Bahnhof zahlreiche Linien der ATM (Autobus) und insbesondere die Straßenbahn Mailand.

## Gleis 21 – Deportationen

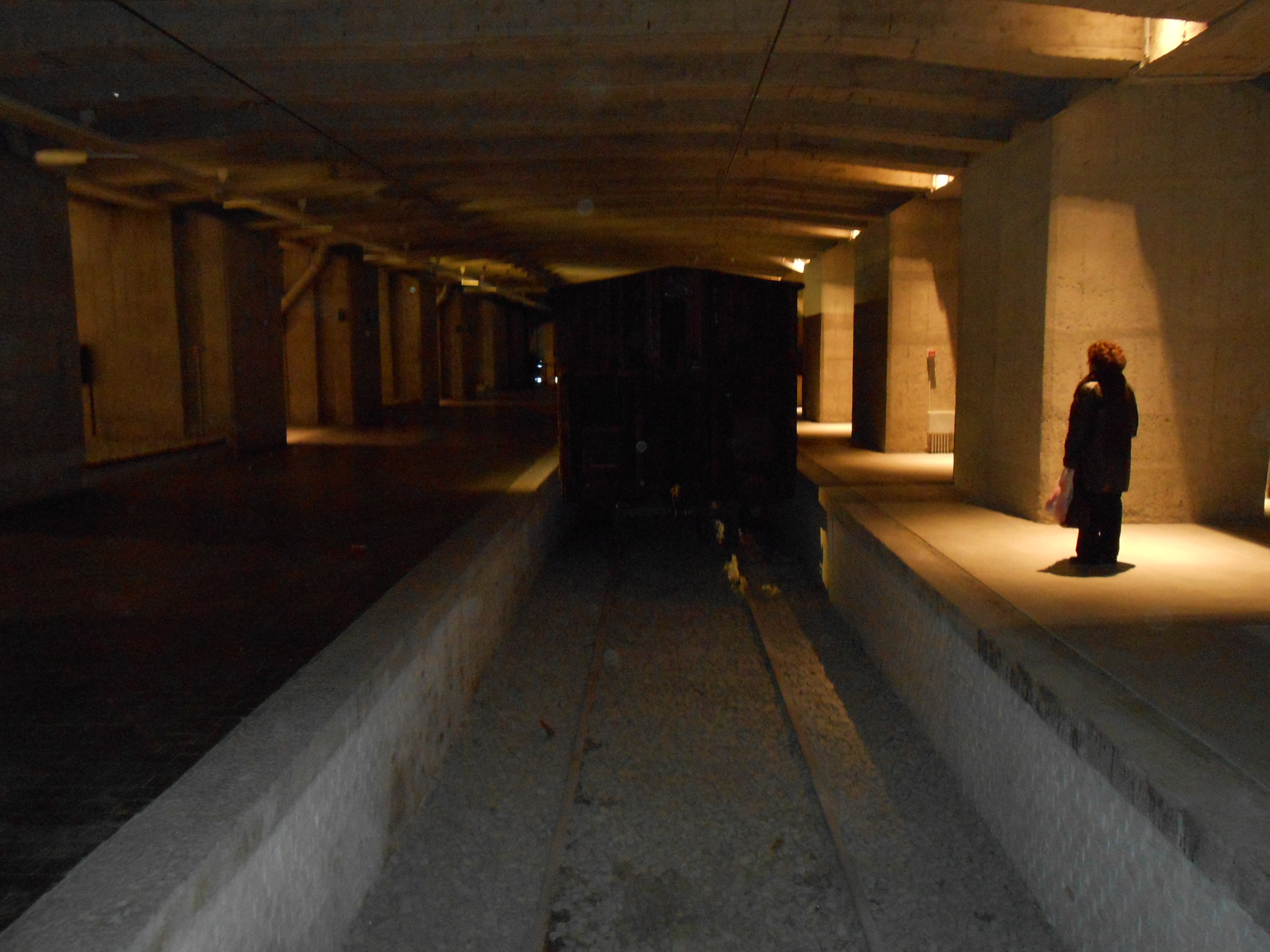
Gleis 21, Teil der Shoa-Gedenkstätte

Von Dezember 1943 bis Januar 1945 wurden von Gleis 21 (damals Gleis 1) italienische Juden und politische Gefangene deportiert. Das in einem seitlich unterhalb der Haupthalle gelegene Gleisniveau 21 diente ursprünglich der Post als Sortier- und Verladestation und verfügte über einen separaten Eingang in der Via Ferrante Aporti an der Ostseite des Bahnhofs, zu dem die Gefangenen von dem als Sammellager dienenden San-Vittore-Gefängnis gebracht wurden.
Der erste Zug mit jüdischen Gefangenen ging am 6. Dezember 1943 direkt in das Vernichtungslager Auschwitz-Birkenau. Von den 169 Deportierten des ersten Transports überlebten nur 6 den Holocaust. Der letzte Zug verließ Mailand am 15. Januar 1945. Bis dahin waren 20 Transporte abgegangen, zwölf mit jüdischen, fünf mit politischen und drei mit gemischt jüdischen und politischen Gefangenen. Die Transporte mit den jüdischen Gefangenen gingen zum Großteil teils direkt, teils über das Durchgangslager Fossoli nach Auschwitz. Die politischen Gefangenen teils über Fossoli oder über das Durchgangslager Bozen nach Bergen-Belsen, Ravensbrück oder Flossenbürg.
Seit 2013 erinnert dort eine Gedenkstätte an die Shoa. Zur Gedenkstätte gehört auch eine Wand mit den Namen der mit den beiden ersten Transporten nach Auschwitz deportierten 774 Juden, von denen 27 überlebten, darunter die Ärztin Sofia Schafranov und die Senatorin auf Lebenszeit Liliana Segre.

## Verkehr
Im Fernverkehr sind zahlreiche Großstädte in Italien und den Nachbarländern erreichbar. Direktanbindungen existieren unter anderem nach Paris, Frankfurt, Zürich, Rom, Neapel, Venedig, Bari und Sizilien. Weitere Ziele wie Wien und München sind ab dem zweitgrößten Fernverkehrsbahnhof der Stadt, Milano Porta Garibaldi, erreichbar. Der Zutritt zu einem Teil des Bahnhofes rund um die Gleisanlagen ist nur mit gültiger Fahrkarte gestattet.
Im Regionalverkehr bedienen folgende Linien Milano Centrale:
| Linie | Verlauf |
| ----- | --- |
| RE 2  | Milano Centrale – Milano Lambrate – Pioltello-Limito – Verdello-Dalmine – Bergamo                                                                                               |
| RE 4  | Domodossola – Verbania-Pallanza – Stresa – Arona – Sesto Calende – Gallarate – Busto Arsizio – Rho Fiera – Milano Centrale                                                      |
| RE 6  | Milano Centrale – Milano Lambrate – Pioltello-Limito – Treviglio – Romano – Chiari – Rovato – Brescia – Desenzano del Garda-Sirmione – Peschiera del Garda – Verona Porta Nuova |
| RE 8  | Tirano – Tresenda-Aprica-Teglio – Sondrio – Morbegno – Colico – Bellano-Tartavalle Terme – Varenna-Esino-Perledo – Lecco – Monza – Milano Centrale                              |
| RE 11 | Milano Centrale – Milano Lambrate – Milano Rogoredo – Lodi – Codogno – Ponte d’Adda – Cremona – Piadena – Mantova                                                               |
| RE 13 | Milano Centrale – Milano Lambrate – Milano Rogoredo – Pavia – Voghera – Tortona – Alessandria                                                                                   |
| RE 80 | Locarno – Cadenazzo – (Ceneri-Basistunnel –) Lugano – Mendrisio – Chiasso – Como San Giovanni – Monza – Milano Centrale                                                         |
| R 28  | Malpensa Aeroporto – Ferno-Lonate Pozzolo – Busto Arsizio Nord – Castellanza – Rescaldina – Saronno – Milano Bovisa Politecnico – Milano Porta Garibaldi – Milano Centrale      |

## Film
- Bahnhofskathedralen – Europas Reise-Paläste. Mailand. (OT: Gares d’Europe, les temples du voyage. Milan.) Dokumentarfilm, Frankreich, 2018, 52:16 Min., Buch und Regie: Jeremy J. P. Fekete, Produktion: Yuzu Productions, Laokoon Filmgroup, Stefilm international, ServusTV, arte France, Reihe: Bahnhofskathedralen – Europas Reise-Paläste (OT: Gares d’Europe, les temples du voyage), Erstsendung: 27. Oktober 2016 bei arte, Inhaltsangabe von ARD.